# GBU-53/B ストームブレイカー
GBU-53/B ストームブレイカー（GBU-53/B StormBreaker）は、アメリカ合衆国の空中発射式精密誘導滑空爆弾。以前は小直径爆弾II（SDBII）の名称で知られていた  
全天候条件でスタンドオフ距離から移動目標を識別・攻撃が可能な250ポンド（113kg）クラスの誘導爆弾として、2006年に開発が開始された。 
当初はボーイングとロッキード・マーティンのチームで開発を進められ、ボーイングは初めのコンペで勝利するも、ダーリーン・ドルユンが関与した汚職スキャンダルのため、プロジェクトは数年間保留。コンペは2005年9月に再開され、2009年5月1日に初試験を実施。2015年6月にレイセオンが低率初期生産開始の契約を交わした。 
当兵器はF-15E、F/A-18E/F、F-35に搭載される。  

## 使用
本爆弾は GPS/INS を使用して、初期捜索段階では移動目標の近傍に自らを誘導することができ、経路修正の更新はUHFデータリンクを介したリンク 16より提供される。標的捕捉には、ミリ波レーダー、非冷却画像シーカーを用いた赤外線誘導、セミアクティブレーザー誘導の3つのモードがある。この兵器は、センサーからの情報を融合して目標の分類ができ、半自律モードで使用される場合には、特定種類の目標を任意に優先順位付けすることができる。 
本爆弾に搭載されている成型炸薬弾頭は、爆風効果と断片化効果の両方を持ち、歩兵、装甲目標（主力戦車を含む）、未防護の構造物や建物、さらには巡視船サイズのボートやその他のソフトターゲットに対しても効果を発揮する。本爆弾は、専用設計の運転禁止区域を強制する初の兵器になる。 
非冷却型赤外線イメージングを使用することは革新的でコスト削減に効果があるとして挙げられている。 新兵器の重要な特徴は、攻撃機の搭載爆弾数を最大化したことである。F-15Eでは、7台のBRU-61/Aサスペンションユニットを使用し、各4個の爆弾を搭載し、計28個のGBU-53/Bが搭載可能。F-22やF-35（STOVL F-35B含む）のウェポンベイには、AIM-120 AMRAAM空対空ミサイル2発と共に8発の爆弾を搭載可能。 
F-35は2022年にブロック4ソフトウェアパッケージを受け取るまでは当爆弾の運用はできなかった。SDB II爆弾ラックは元々、小型のF-35Bウェポンベイには収まらないため、ソフトウェアパッケージに合わせた改修が実施予定である。F-35は、内部に8個、外部に16個の計24個の爆弾を搭載可能である。 

### 導入計画
アメリカ空軍は、F-15Eに爆弾を使用して、運転禁止区域の強制兵器として使用することを計画している。アメリカ海軍とアメリカ海兵隊は、F-35統合打撃戦闘機での使用を計画している。最初のバッチの納入は2014年後半に計画された。政府の要求では、2016年の納入を指定していた。 
海軍は、まずSDB IIをF/A-18に、次にF-35BとF-35Cに統合する計画である。 

## 歴史
オリジナルの小直径爆弾（SDB）はボーイングが非移動標的用に開発したものである。SDB IIは、粉塵や悪天候条件下の移動目標の破壊用に設計されている。レイセオン版は21日間で26回のミッションで成功裏に展開された。レイセオンは2010年8月に契約を獲得した。MBDAの北アメリカ部門が引き続き翼の製造を行っている。レイセオンとの契約は4億5000万ドル規模である。ボーイング社はレイセオンの受賞に抗議しないと発表した。 
2012年7月17日、ホワイトサンズ・ミサイル実験場での飛行試験中に、移動標的との交戦・命中に成功した。F-15Eから爆弾は投下され、3モードのシーカーを使用して移動標的を捕捉・追跡・誘導し、直撃した。 
2013年1月、4基のSDB IIがF-35のウェポンベイにAIM-120 AMRAAM ミサイルと共に搭載された。フィットチェックの結果、SDB IIがF-35と適合し、内外のベイドアの開閉に十分な空間があることが確認された。 
2機のSDB IIは、2014年9月と2015年2月に、移動標的を対象とした実射試験に成功した。実射試験に成功したことで、空軍がマイルストーンCを決定し、低率初期生産に移行する資格が得られた。 
SSDB IIは2015年5月初旬にマイルストーンCの承認を受け、5年間の開発プログラムを完了し、生産およびF-15Eとの配備に向けて許可が出た。一握りの試射失敗により、開発は4年から5年に延長されたが、1機あたりのコストは目標の18万ドルから11万5000ドルに削減された。レイセオンは2015年6月12日に3,100万ドルの契約を獲得し、最初の低率初期生産ロットである144機のSDB IIを受注した。  
レイセオンは、イギリス空軍のユーロファイター タイフーンとイギリス海軍のF-35Bの武装用のSPEAR 3の要求に対し、イギリスへのSDB IIの提供を検討した。MBDAの提供する動力兵器に対抗するため、レイセオンは動力付きSDB IIの派生型を検討した。2016年5月、イギリスはMBDAとSPEAR 3ミサイルの開発契約を交わし、「イギリスの運用要求を満たす唯一の兵器」であることを確認し、非動力で短距離のSDB IIを却下した。 
韓国空軍は、全天候で60km以上離れた移動目標の破壊が可能な爆弾の能力が、北朝鮮の移動ミサイル発射機を攻撃するのに役立つとして、F-15Kへの採用を検討している。アメリカは2017年10月、3,900個のSDBをF-35A用にオーストラリア空軍へ売却することを承認した。 
2018年7月、レイセオンは、最近ストームブレイカーと改名したSDB IIが運用試験に入ったことを発表した。この兵器は開発試験中に90％の成功率を達成した。空軍は2019年9月にSDB IIの運用開始を宣言する予定だったが、爆弾のバックアップフィンストレージクリップの問題、その他のハードウェアとソフトウェアの問題、新型コロナウイルス感染症 (2019年)流行の影響で導入が遅れた。2020年末に試験完了予定である。 

## 参照
1. ↑   USAF set to field StormBreaker on F-15E - Jane's 02 February 2020
2. ↑  “Here Is What Each Of The Pentagon's Air-Launched Missiles And Bombs Actually Cost”. 2020年2月15日閲覧。
3. 1 2 3  “GAO-15-342SP Defense acquisitions Assessments of Selected Weapon Programs”.   US Government Accountability Office. p. 123 (2015年3月). 2015年7月16日閲覧。
4. ↑  “GAO-13-294SP Defense acquisitions Assessments of Selected Weapon Programs”.   US Government Accountability Office. pp. 101–2 (2013年3月). 2013年5月26日閲覧。
5. ↑  Small Diameter Bomb II Completes Live Fire Test Destroying T-72 Tank – Military, 25 February 2015
6. ↑  “GBU-53/B StormBreaker”.   deagel.com. 2020年8月7日閲覧。
7. ↑  “Raytheon Wins USAs GBU-53 Small Diameter Bomb Competition”. Defense Industry Daily.   Defense Industry Daily. 2020年8月7日閲覧。
8. ↑  “Raytheon GBU-53/B Small Diameter Bomb II Completes First Flight”. Space war.   SPACE WAR. 2020年8月7日閲覧。
9. ↑  “Air Force picks small diameter bomb”.   United Press International. 2020年8月7日閲覧。
10. 1 2  “【軍事ワールド】２０２０年　世界の軍事情勢は（下）”. 産経新聞. (2020年1月7日)
11. ↑  “Small Diameter Bomb II – GBU-53/B”.   Defense Update]. 2015年2月27日時点のオリジナルよりアーカイブ。2010年8月25日閲覧。
12. ↑  F-35 Will Not Reach Full Close-Air-Support Potential Until 2022 – DoDBuzz.com, 10 March 2015
13. 1 2  US Fighters May Carry StormBreaker Foul-Weather Bomb by Next Year. Defense Tech. 18 July 2018.
14. 1 2  Raytheon’s Small Diameter Bomb II approved for production, deployment – Flightglobal.com, 15 May 2015
15. ↑  “Raytheon wins USA GBU-53/B small diameter bomb competition”.   Defense Industry Daily. 2020年8月7日閲覧。
16. ↑  “MBDA US Division Corporate”. 2011年7月14日時点のオリジナルよりアーカイブ。2011年7月29日閲覧。
17. ↑  Small Diameter Bomb II Successfully Hits Moving Target on the Ground – Deagel.com, July 19, 2012
18. ↑  Small Diameter Bomb II Fit Check on F-35 Aircraft – Airforce-Technology.com, January 23, 2013[信頼性要検証]
19. ↑  SDB II undergoes live fire testing on F-15E – Flightglobal.com, 19 February 2015
20. ↑  Raytheon Wins Small Contract For Huge Program: SDB II Exports By 2018 – Breakingdefense.com, 19 June 2015
21. ↑  “Contracts CR-111-15”.   US Department of Defense (2015年6月12日). 2015年7月15日閲覧。
22. ↑  Raytheon takes aim at UK Spear deal with SDB II – Flightglobal.com, 23 July 2014
23. ↑  Raytheon Considers Powered SDB for UK F-35s – Defensenews.com, 15 June 2015
24. ↑  UK Confirms Development of New Spear Missile for F-35 – Ainonline.com, 19 May 2016
25. ↑  South Korea plans to buy more Taurus missiles after North Korea's new nuclear test – Airrecognition.com, 4 October 2016
26. ↑  US approves sale of 3,900 SDB IIs for Australia F-35s - Flightglobal.com, 4 October 2017
27. ↑  Raytheon awaits F-35 decisions for StormBreaker integration. Flight International. 15 July 2018.
28. ↑  Raytheon's StormBreaker Bomb Being Integrated into F/A-18. Aviation International News. 17 July 2018.
29. ↑  Production of one of the F-35′s most anticipated bombs has been on hold for almost a year. Defense News. 13 June 2020.
30. ↑  “米国、精密誘導爆弾「ストームブレイカー」試験”. スプートニク (通信社). (2020年6月21日)